# Seznam AAR oznak (C)

## C
- CA   - Chesapeake and Albemarle Railroad
- CABU - Bacardi and Company, Ltd.
- CABX - Cabot Corporation
- CACV - Cooperstown and Charlotte Valley Railway
- CACZ - Comacasa Line
- CAD  - Cadiz Railroad
- CADX - Cando Corporation
- CAFU - Bay Cities Leasing Company
- CAGX - MHC, Inc. (del ConAgra)
- CAGY - Columbus and Greenville Railway
- CAGZ - Columbus and Greenville Railway
- CALA - Carolina Southern Railroad
- CALX - California Railcar Corporation
- CAMX - Canamax Commodity Corporation
- CANX - CANAC International, Inc.
- CAOX - Westlake CA and O
- CAPX - TransAlta Utilities Corporation
- CARR - Carrollton Railroad
- CARX - Carlon; Lamson and Sessions
- CARZ - Anton Caraton and Son
- CASO - Canada Southern Railway; New York Central Railroad; Penn Central; Conrail; Canadian Pacific Railway
- CATU - CATU Containers, SA
- CAXU - Container Applications International, Inc.
- CBC  - Carbon County Railway; Chemin de Fer Baie des Chaleurs, Inc. (Kanada)
- CBCX - Colonial Brick Company, Inc.
- CBGR - Council Bluffs Railway; Great Western Railway of Iowa
- CBHU - China Ocean Shipping Company
- CBIU - Combi Line-Lash
- CBIX - Central Bi-Products
- CBL  - Conemaugh and Black Lick Railroad
- CBLU - Cooper Brothers Containers, Ltd.
- CBNS - Cape Breton and Central Nova Scotia Railway
- CBPU - CBSL Transportation Services, Ltd.
- CBQ  - Chicago, Burlington and Quincy Railroad; Burlington Northern Railway; Burlington Northern and Santa Fe Railway; BNSF Railway
- CBQZ - Chicago, Burlington and Quincy Railroad; Burlington Northern Railway; Burlington Northern and Santa Fe Railway; BNSF Railway
- CBRM - Chillicothe-Brunswick Rail Maintenance Authority
- CBRW - Columbia Basin Railroad
- CBRX - Charles Barthoid
- CBRY - Copper Basin Railway
- CBYN - Crosbyton Railway
- CC   - Chicago Central and Pacific Railway
- CCAX - FDJ Leasing
- CCBX - Union Carbide Corporation
- CCCL - Connecticut Central Railroad
- CCCU - Compass Container Company, Inc.
- CCCX - Carondelet Coke Corporation
- CCCZ - Compass Container Company, Inc.
- CCDX - Dayton Power and Light Company
- CCEZ - Chicago Central and Pacific Railroad
- CCFZ - Chi-Can Freight Forwarding
- CCGX - Cando Contracting, Ltd.
- CCHX - Columbian Chemicals Canada, Ltd.
- CCIM - Corpus Christi Terminal Railroad
- CCIX - Stauffer Chemical Company (Consolidated Chemical Division)
- CCIZ - Crete Intermodal
- CCKX - California Contemporary, Inc.; CCKX, Inc.
- CCKY - Chattooga and Chickamauga Railway
- CCLU - Char Ching Shipping (USA), Ltd.
- CCLX - Crystal Car Lines
- CCMX - Calcium Carbonate Company
- CCPR - Chelatchie Prairie Railroad
- CCPX - Canadian Chemical Producers
- CCQX - Construction Carrier, Inc.
- CCR  - Corinth and Counce Railroad; Kansas City Southern Railway
- CCRA - Camp Chase Industrial Railroad
- CCRR - Claremont Concord Railroad
- CCRU - Compagnie Des Containers Reservoir
- CCRX - Coastal Refining and Marketing, Inc.
- CCRY - Charles City Railway
- CCRZ - Kansas City Southern Railway
- CCSU - Trans Ocean, Ltd.
- CCT  - Central California Traction Company
- CCTU - Coordinated Caribbean Transport, Inc.
- CCTX - Central Power and Light Company
- CCTZ - Crowley Maritime Corporation
- CCUO - Chicago-Chemung Railroad
- CCWX - Coastal Chem, Inc.
- CCX  - Columbian Chemicals Company
- CCXU - Char Ching Shipping (USA), Ltd.
- CCXX - Costain Coal, Inc.
- CDAC - Canadian American Railroad; Bangor and Aroostook Railroad; Montral, Maine and Atlantic
- CDAU - Canadian Tire Corporation, Ltd.
- CDAZ - Canadian Tire Corporation, Ltd.
- CDCX - Air Liquide America Corporation
- CDGX - Carolinas Domestic Gas Company, Inc.; Chatham Oil Company
- CDHX - Caledonian Rail Lines, LLC
- CDLZ - Cardinal Freight Carriers
- CDNU - Carotrans International
- CDPX - Chevron USA, Inc.
- CDTX - California Department of Transportation (Amtrak California)
- CDVX - Caddo Valley Railcar Repair, Inc.
- CEBX - Combustion Engineering, Inc.
- CEDR - Cedar River Railroad
- CEFX - CIT Equipment Finance Corporation
- CEI  - Chicago and Eastern Illinois Railroad; Missouri Pacific Railroad; Union Pacific Railroad
- CEIW - Central Indiana and Western Railroad
- CELX - Celtran, Inc.
- CEMR - Central Manitoba Railway
- CEMX - Cementos Mexicanos, SA; Cemex Mexico, SA de CV
- CENX - Western Aggregates, Inc.
- CEPX - Cajun Electric Power Cooperative, Inc.; Trinity Industries Leasing
- CERA - Central Railroad of Indianapolis
- CERX - Carpenter Chemical Company; ER Carpenter, LLP
- CETU - Custom Environmental Transport, Inc.
- CEWX - Canadian Enterprise Gas Products
- CF   - Cape Fear Railway
- CFKZ - XTRA Intermodal
- CFLX - Crestbrook Forest Industries
- CFMG - Chemin de Fer de MataPédia et Gaspésie (Kanada)
- CFMX - Cargill, Inc.
- CFNR - California Northern Railroad
- CFPX - GE Railcar Services Corporation
- CFRU - Cardinal Freight Carriers
- CFSX - C and T Refinery, Inc.
- CFTX - Canadian Fertilizers, Ltd.
- CFWR - Caney Fork and Western Railway
- CG   - Central of Georgia; Norfolk Southern
- CGA  - Central of Georgia; Norfolk Southern
- CGAX - Cargill, Inc. (G.D. Division)
- CGBX - Procor, Ltd.; Dow Chemical Canada, Inc.
- CGCX - Continental Grain Company
- CGDX - Country Gas Distributors, Inc.; Eastern Propane Gas
- CGEX - Canadian General Electric Company, Ltd.; Cargill, Inc.
- CGFX - Consolidated Gas Company of Florida
- CGLX - Canadian General Transit
- CGMU - Compagnie Generale Maritime
- CGMX - GATX Rail Canada Corporation
- CGMZ - Compagnie Generale Maritime
- CGNE - Champagne Railroad, Inc.
- CGOX - Cargill, Inc.
- CGR  - CG Railway
- CGRX - Consolidated Grain and Barge Company
- CGRY - Carrizo Gorge Railway, Inc.
- CGSX - Proflame Incorporated
- CGT  - Canada and Gulf Terminal Railway
- CGTU - Compagnie Generale Maritime
- CGTX - Canadian General Transit
- CGW  - Chicago Great Western Railway; Chicago and North Western Railway; Union Pacific Railroad
- CHAU - Combined Transport Group, Inc.
- CHAX - Chartrand's Tank Car Service, Inc.
- CHEX - Chemplex Company; Equistar Chemicals
- CHFU - Challenge International
- CHH  - Cheswick and Harmar
- CHIU - Chimco - Bulgaria
- CHLX - Chemleco, Inc.
- CHMX - C. H. Masland and Sons; First Union Rail
- CHP  - Ferrocarril de Chihuahua al Pacifico, SA de CV; Ferrocarriles Nacionales de Mexico
- CHR  - Chestnut Ridge Railway
- CHRC - Chaparral Railroad
- CHRR - Chesapeake Railroad
- CHRX - The Chesapeake Division
- CHSX - Cenex Harvest States Cooperative
- CHSZ - Intermodal Services, Inc.
- CHTS - Penn Eastern Rail Lines, Inc.
- CHTT - Chicago Heights Terminal Transfer Railroad; Missouri Pacific Railroad; Union Pacific Railroad
- CHV  - Chattahoochee Valley Railway
- CHVX - Chevron Chemical Company
- CHW  - Chesapeake Western Railway; Norfolk Southern
- CI   - Cambria and Indiana Railroad
- CIC  - Cedar Rapids and Iowa City Railway (Crandic)
- CIIX - Contico International, Inc.
- CIM  - Chicago and Illinois Midland Railway
- CIND - Central Railroad of Indiana; Conrail
- CIPX - Central Illinois Public Service Company; Ameren Energy Generating Company
- CIR  - City of Rochelle, Illinois
- CIRR - Chattahoochee Industrial Railroad
- CIRX - Consbec, Inc.
- CIRY - Central Illinois Railroad
- CISD - Colonel's Island Railroad
- CITU - Citroën
- CITX - PLM International
- CIW  - Illinois Central Gulf; Illinois Central Railroad; Canadian National Railway
- CIXX - Calciner Industries, Inc.
- CJPX - General Electric Rail Services Corporation
- CKIX - C.K. Industries
- CKP  - Colorado Kansas and Pacific Railway
- CKRY - Kansas and Oklahoma Railroad
- CKSI - Carthage Knightstown and Shirley Railroad
- CLC  - Columbia and Cowlitz Railway
- CLCO - Claremont and Concord Railway
- CLCX - Union Oil Company of California; Chatahoochee Locomotive Company
- CLCZ - Complete Logistics Company
- CLDZ - Celadon Trucking Services, Inc.
- CLEX - Chemical Enterprises, Inc.; Cieco Corporation
- CLGR - Central Louisiana and Gulf Railroad
- CLGU - Costa Line Cargo Services
- CLIF - Cliffside Railroad
- CLIX - Calumet Lubricants
- CLK  - Cadillac and Lake City Railway
- CLMX - Cyprus Sierrita Corporation
- CLNA - Carolina Coastal Railway
- CLOU - CLOU Container Leasing, GmbH
- CLOX - Clark Refining and Marketing, Inc.
- CLP  - Clarendon and Pittsford Railroad
- CLPX - Boulder Scientific Company
- CLPZ - Clarendon and Pittsford Railroad
- CLRX - Clayton Rail
- CLSL - Columbia and Silver Creek Railroad
- CLSX - Cargill Incorporated (Salt Division)
- CLTU - Chemical Leaman Tank Lines, Inc.
- CLTX - Cloro de Tehuantepec, SA de CV
- CM   - Central Montana Rail
- CMBU - CMB, SA
- CMC  - CMC Railroad, Inc.
- CMCU - Crowley Maritime Corporation
- CMCX - Sweetman Construction Company
- CMCZ - Crowley Maritime Corporation
- CMDX - Cargill, Inc.
- CMER - Curtis, Milburn and Eastern Railroad
- CMG  - Chicago, Milwaukee and Gary Railway
- CMGN - Central Michigan Railway
- CMHX - CarMath, Inc.
- CMIX - Consolidated Minerals, Inc.
- CMLU - Containers Marine Lines (Division of American Export)
- CMLX - Craggy Mountain Line, Inc.
- CMLZ - Containers Marine Lines Isbrandtsen
- CMMU - Medcontainers
- CMO  - Chicago, St. Paul, Minneapolis and Omaha Railway; Chicago and North Western Railway
- CMPA - Madison Railroad Division of City of Madison Port Authority
- CMPU - Complete Logistics Company
- CMSN - Crowley Marine Services
- CMU  - Columbus Charter Service
- CMUU - Canada Maritime Agencies Limited
- CN   - Canadian National Railway
- CNA  - Canadian National Railway
- CNAZ - Grand Trunk Western Railroad; Canadian National Railway
- CNCX - Columbia Nitrogen Corporation
- CNDX - Connecticut Department of Transportation
- CNE  - Central New England Railway; New York, New Haven and Hartford Railroad
- CNEU - Canadian National Railway
- CNEZ - Canadian National Railway
- CNGU - Sicng (Ind. Chim. Du Nord de la Grece SA)
- CNGX - CONAG Finance, Inc.
- CNHX - Ontario Hydro; Ontario Power Generation
- CNIS - Canadian National Railway
- CNJ  - Central Railroad of New Jersey; Conrail
- CNLX - CANAC International
- CNMZ - Conrail
- CNNU - Compania Nacional de Nabegacao
- CNOR - Cincinnati Northern
- CNOW - Columbia and Northern Railway
- CNOX - Shell Canada, Ltd.
- CNPU - Canadian National Railway
- CNPZ - Canadian National Railway
- CNQ  - Canadian National Railway
- CNRR - California Northern Railroad
- CNRU - Canadian National Railway
- CNRX - Canadian National Railway
- CNRZ - Canadian National Railway
- CNSX - Consolidated Oil and Transportation Company, Inc.
- CNTP - Cincinnati, New Orleans and Texas Pacific Railway
- CNTX - Continental Tank Car Corporation
- CNUR - C and NC Railroad Corporation
- CNVX - Convoyeur National, Inc.
- CNW  - Chicago and North Western Railway; Union Pacific Railroad
- CNWS - Chicago and North Western Railway
- CNWX - Canadian Wheat Board
- CNWZ - Chicago and North Western Railway; Union Pacific Railroad
- CNYK - Central New York Railroad
- CNYX - Central New York Locomotive Company
- CNZR - Central New England Railroad
- CO   - Chesapeake and Ohio Railway; Chessie System; CSX Transportation
- COAX - Trinity Rail Management, Inc.
- COBX - Cobre Mining Company, Ltd.
- COCX - Chevron Oronite Company, LLC
- COE  - Colorado and Eastern Railroad
- COEH - Conecuh Valley Railroad
- COER - Crab Orchard and Egyptian Railroad
- COEZ - Crab Orchard and Egyptian Railroad
- COLX - Alliant Energy
- COMX - Commonwealth Edison Company
- CONU - Contrans
- CONX - Conoco, Inc.
- COOK - Cook Transit
- COOX - Cooperative Producers, Inc.; First Union Rail
- COP  - City of Prineville Railway
- COPX - CanadianOxy Industrial Chemicals, LP
- CORP - Central Oregon and Pacific
- CORU - CATU Containers, SA
- CORX - Coors Brewing Company
- COSU - China Ocean Steamship, Ltd.
- COSX - Cabot Corporation (CAB-O-SIL Division)
- COTX - Consolidated Transportation Corporation; GLNX Corporation
- COZ  - CSX Transportation
- CP   - Canadian Pacific Railway
- CPAA - Canadian Pacific Railway
- CPAX - CITGO Petroleum Corporation
- CPBU - Soo Line; Canadian Pacific Railway
- CPBZ - Soo Line; Canadian Pacific Railway
- CPCX - Chevron Phillips Chemical Company
- CPDR - South Carolina Central Railroad (Carolina Piedmont Division)
- CPDU - Delaware and Hudson Railway
- CPDX - Chevron USA, Inc.
- CPDZ - Delaware and Hudson Railway
- CPGZ - ContainerPort Group, Inc.
- CPHX - Ontario Hydro; Ontario Power Generation
- CPI  - Canadian Pacific Railway
- CPIX - Continental Polymers, Inc.; ICI Acrylics, Inc.
- CPLJ - Camp Lejeune Railroad
- CPLT - Camino, Placerville and Lake Tahoe Railroad
- CPLX - CPLX Leasing
- CPOX - Consumers Power Company
- CPPU - Canadian Pacific Railway
- CPPX - Consolidated Papers, Inc.
- CPPZ - Canadian Pacific Railway
- CPRS - Canadian Pacific Railway
- CPRX - Carolina Power and Light Company
- CPRZ - Canadian Pacific Railway
- CPSX - Commercial Plastics Systems, Inc.
- CPT  - Canadian Pacific Railway
- CPVU - Containers and Pressure Vessels, Ltd.
- CPWX - Canadian Wheat Board
- CQPA - Central Columbiana and Pennsylvania Railway
- CR   - Conrail
- CRAX - Crystal Hopper Associates
- CRAZ - Cornucopia Transportation, Inc.
- CRCX - Conrail
- CRCZ - Norfolk Southern
- CRDX - Chicago Freight Car Leasing Company
- CRE  - Conrail (Eastern District)
- CREU - Canadian Retail Shippers Association
- CREX - Merchants Investment Company; Citicorp Railmark, Inc.
- CREZ - Canadian Retail Shippers Association
- CRGX - Cargill, Inc.
- CRI  - Conrail
- CRIJ - Carolina Rail Services, Inc.
- CRIX - GE Railcar Services Corporation; Citicorp Railmark, Inc.
- CRL  - Chicago Rail Link
- CRLE - Coe Rail, Inc.
- CRLU - Carlisle Leasing International
- CRLX - Canadian Railserve, Ltd.
- CRMU - Norfolk Southern
- CRMX - The Cropmate Company
- CRMZ - Norfolk Southern
- CRN  - Carolina and Northwestern Railway; Norfolk Southern
- CROX - Sylvachem Corporation
- CRP  - Central Railroad of Pennsylvania
- CRPU - Norfolk Southern
- CRPX - Centennial Gas Liquids
- CRQU - Norfolk Southern
- CRR  - Clinchfield Railroad; Seaboard System Railroad; CSX Transportation
- CRRR - Copper Range Refrigerator
- CRRX - Canon City and Royal Gorge Railroad, LLC
- CRSX - Cost Rail Service
- CRTZ - Norfolk Southern
- CRXU - Cronos Containers (U.K.)
- CRYX - Cryo-Trans, Inc.
- CRZ  - Norfolk Southern
- CS   - Colorado and Southern; Burlington Northern Railway; Burlington Northern and Santa Fe Railway; BNSF Railway
- CSAO - Conrail Shared Assets Operations
- CSAU - Costa Line
- CSBX - Cargill Incorporated (Salt Division)
- CSCD - Cascade and Columbia River Railroad
- CSCX - Oglebay Norton; Coal Supply Corporation
- CSDX - Metropolitan Water Reclamation District of Greater Chicago
- CSGX - Central Sand and Gravel Company
- CSKR - C and S Railroad
- CSKU - Consolidated Services, Inc.
- CSL  - Chicago Short Line Railway
- CSMX - Carol and Andy Muller
- CSNX - Cities Service Oil and Gas Corporation; Trident NGL, Inc.
- CSO  - Connecticut Southern Railroad
- CSOX - CITGO Petroleum Corporation
- CSP  - Camas Prairie RailNet
- CSPX - Chesapeake Speciality Products; Cities Service Company
- CSRX - Conway Scenic Railroad
- CSRZ - CSX Transportation
- CSS  - Chicago South Shore and South Bend Railroad
- CSTX - Canadian Starch Company (Casco)
- CSUX - City of Colorado Springs Department of Electric Generation
- CSVU - Compania Sud Americana de Vapores, GmbH
- CSWX - Central and South West Services, Inc.
- CSX  - Central Transportation Company, Inc.
- CSXE - CSX Transportation
- CSXT - CSX Transportation
- CSXU - CSX Transportation
- CSXZ - CSX Transportation
- CSYX - Central Soya
- CT   - Columbia Terminal
- CTCU - Container Trading Company
- CTCX - GE Railcar Services Corporation; Endasa, SA de CV
- CTE  - Cen-Tex Rail Link
- CTEU - Spanish Lines
- CTEX - Canterra Energy, Ltd.; PLM International, Inc.
- CTGZ - Combined Transport Group, Inc.
- CTIE - Kansas City Southern Railway
- CTIU - CTI-Container Transport International, Inc.
- CTIX - Southeastern Industrial Enterprises, Inc.
- CTIZ - CTI-Container Transport International, Inc.
- CTKU - Container Tank Services, Ltd.
- CTLX - Endasa, SA de CV
- CTML - Cairo Terminal Railroad
- CTN  - Canton Railroad
- CTNX - Continental Carbon
- CTOU - Chem-Rail Logistics, LLC
- CTPX - Certain Teed Corporation; Courtesy Corporation
- CTR  - Clinton Terminal Railroad
- CTRN - Central of Tennessee Railway
- CTRR - Cloquet Terminal Railroad
- CTRU - Container Trading Company
- CTRW - Carlton Trail Railway
- CTRX - C and T Refinery, Inc.
- CTSU - Bibby Bros Company
- CTSX - CTS Cement Manufacturing, Inc. (Chem Comp Systems)
- CTSZ - Carotrans International
- CTTX - Trailer Train Company; TTX Company
- CTUU - Container Trading Company
- CTVX - Cleveland Terminal and Valley Railway
- CTWU - Container Trading Company
- CTZZ - Continental Transportation Company
- CUEX - Colorado-Utility Electric Association
- CUOH - Columbus and Ohio River Rail Road
- CURB - Curtis Bay Railroad
- CUST - Chicago Union Station Company
- CUT  - Cincinnati Union Terminal
- CUVA - Cuahoga Valley Railway; ISG Cleveland Works Railway
- CV   - Central Vermont Railway
- CVC  - Central Vermont Railway; Canadian National Railway
- CVQ  - Grand Trunk Western Railroad; Canadian National Railway
- CVR  - Cimarron Valley Railroad
- CVRX - Locomotive and Tower Preservation Fund, Ltd.
- CVRY - Caddo Valley Railroad
- CVRZ - Grand Trunk Western Railroad; Canadian National Railway
- CVYR - Caddo Valley Railroad
- CW   - Colorado and Wyoming Railroad
- CWBX - C. W. Brooks, Inc.
- CWCX - Canandaigua Wine Company, Inc.
- CWCY - Caldwell County Railroad
- CWEX - Commonwealth Edison Company; Midwest Generation, LLC
- CWI  - Chicago and Western Indiana Railroad
- CWIU - Con-Way Intermodal
- CWIZ - Con-Way Intermodal
- CWMX - Chemical Waste Management, Inc.
- CWP  - Chicago, West Pullman and Southern Railroad; Chicago Rail Link
- CWR  - California Western Railroad; CWR, Inc.
- CWRC - Central Wisconsin Railroad
- CWRL - Central Western Railway
- CWRO - Cleveland Works Railway
- CWRY - Commonwealth Railway
- CWRZ - Providence and Worcester Railroad
- CWSX - USS Fabrication Division (United States Steel Corporation)
- CWTX - ChemWest Industries, Inc.
- CWTZ - Con-Way Truckload Services
- CXCZ - CSX Lines, LLC
- CXIX - Chemical Exchange Industries, Inc.
- CXPZ - CSX Transportation
- CXRZ - CSX Transportation
- CXVZ - CSX Intermodal, Inc.
- CYCY - Crystal City Railroad
- CYDX - Conrad Yelvington Distributors, Inc.
- CYTX - Construcciones Y Trituaraciones, SA de CV
- CYX  - American Cyanamid Company
- CZ   - Coahuila and Zacatecas Railway
- CZCX - Crown Zellerbach Corporation
- CZRY - Carrizo Gorge Railway